# 한국마사고등학교
한국마사고등학교(韓國馬事高等學校)는 대한민국 전북특별자치도 장수군 장계면 명덕리에 있는 사립 고등학교이다.

## 학교 연혁
- 2002년 3월 23일 : 학교법인 월곡학원 설립인가
- 2002년 3월 23일 : 학교법인 월곡학원 초대 최규대 이사장 취임
- 2002년 10월 1일 : 한국마사고등학교 설립인가(기수과, 승마과 6학급 인가)
- 2003년 1월 1일 : 초대 허영완 교장 취임
- 2003년 3월 3일 : 제1회 입학식(40명)
- 2004년 4월 1일 : 한국마사고등학교 승마선수단 창단
- 2005년 7월 12일 : 기숙사 증축 (수용인원 130명)
- 2007년 10월 9일 : 실내마장 신축 (60m×90m)
- 2015년 4월 24일 : 제2대 서동해 이사장 취임
- 2016년 9월 2일 : 농림축산부 지정 말산업 전문인력 양성기관 선정
- 2020년 9월 1일 : 제4대 송석형 교장 취임
- 2022년 2월 11일 : 제17회 졸업식(졸업생 총수 558명)

## 참고 자료
- 한국마사고등학교 - 한국교육학술정보원 학교알리미